# Broomfield, Colorado
Thành phố và quận Broomfield là một thành phố và quận thuộc Vùng đô thị Denver ở tiểu bang Colorado của Hoa Kỳ. Broomfield có một thành phố hợp nhất và chính quyền quận mà hoạt động theo Điều XX, Phần 10-13 của Hiến pháp của tiểu bang Colorado. Cục điều tra dân số Hoa Kỳ ước tính dân số là 54.858 người vào 1 tháng 7 năm 2008 2. Broomfield là thành phố đông dân thứ 16 và quận đông dân thứ 16 ở tiểu bang Colorado. Broomfield là một phần của Khu vực thống kê đô thị Denver Aurora-Broomfield.

## Địa lý và khí hậu
Theo điều tra dân số Hoa Kỳ Văn phòng, thành phố có tổng diện tích là 27,5 dặm vuông (71,2 km2), trong đó 27,1 dặm vuông (70,2 km2) là đất và 0,3 dặm vuông (0,8 km2) (1,24 phần trăm) là nước. 
Broomfield có khí hậu bán khô hạn (phân loại khí hậu Köppen BSk).